# Kotiluoto (ö i Päijänne-Tavastland)
Kotiluoto är en ö i Finland. Den ligger i sjön Iso-Luotikas och i kommunen Gustav Adolfs i den ekonomiska regionen  Lahtis ekonomiska region  och landskapet Päijänne-Tavastland, i den södra delen av landet, 160 km norr om huvudstaden Helsingfors. Öns area är 0,2 hektar och dess största längd är 90 meter i nord-sydlig riktning.